# Ljudevit Tomšič
Ljudevit Tomšič, slovenski učitelj in književnik, * 24. oktober 1843, Vinica, † 24. april 1902, Zagreb.

## Življenje in delo
Ljudevit Tomšič, mlajši brat I. Tomšiča, je osnovno šolo obiskoval pri očetu Bernardu, po njegovi smrti odšel k sorodnikom v Karlovec in tam končal 3. in 4. razred osnovne šole. V gimnazijo je hodil v Ljubljani (1858–1862), bil maja 1862 v 4. razredu izključen, odšel v Zagreb, tu opravil izpit čez 4. razred, v 5. razredu prestopil na učiteljišče in ga 1865 končal. Prvo učiteljsko službo je dobil v Karlovcu (1865-1870), nato poučeval na raznih osnovnih šolah v Zagrebu, od 1886–1893 bil ravnatelj zagrebške dolnjogradske učione in 1893 do 1902 šole v Krajiški ulici. Med 1876–1877 je kot izredni slušatelj poslušal na vseučilišču predavanja iz pedagogike, estetike in literarne zgodovine; bil je član in odbornik v učiteljskih stanovskih organizacijah, 1891 eden od ustanoviteljev Društva za prehranu siromašne mladeži u Zagrebu ter njegov stalni odbornik. Leta 1885 član vladne ankete za izdelavo statuta za vajenske šole, 1879–1902 član in stalni stenograf biroja Hrvškega sabora, 3 leta tudi stenograf deželnega zbora v Ljubljani.
Tomšičevo književno delo pripada tako slovenskemu kot tudi hrvaškemu jeziku. Pod očetovim vodstvom je začel pisati pesmi in povestice, v zadnjem šolskem letu v Ljubljani (1861/1862) je izdajal rokopisni dijaški časopis Vneti Slovenec, 1862 list Torbica in ga v Zagrebu (1863–1964) nadaljeval v družbi z N. Ravniharjem, od tu dopisoval v Levstikov Naprej (1863). Slovstveno prizadevnost omenja tudi Tavčarjevo spričevalo učiteljišča iz 1864: poleg dobrega učnega napredka in lepega vedenja poudarja stalno zanimanje za literarno delo, s čimer vzbuja upanje, da bo »nekoč posebno dober učitelj v naši domovini«.
Kot učitelj v Karlovcu je 1866 osnoval Karlovački viesnik, objavil Venac lepih pesmicah cerkvenih i svetovnih (1867), od istega leta sodeloval pri Školskom prijatelju ter od 1873 dalje med drugim objavil razprave: Biskup Slomšek kao pedagog; Veselost u školi ter druge. V letih 1868–1870 je izdajal list Zlatni orasi ter od 1872–1874 in 1889–1903 Bršljan. Napisal poljudno knjižico Naša zemlja ili dvanaest razgovora s djedom (1873, 1875, 1877). Ustanovil in oskrboval je 1877–1880 Pučke novine, časopis za gospodarstvo, obrt i narod; ob 1000-letnici Metodove smrti je napisal knjižico Sv. braća Ciril i Metod. Napisal je še večje število povestic in raznega zabavnega ter poučnega blaga za mladino.
V mlajših letih se je Tomšič ukvarjal tudi z dramatiko; priredil je očetovo igro Lakoverni, dve izvirni igri poznamo samo po imenu: enodejanka Spekel se je (1868) je bila takrat v arhivu Dramatičnega društva; tridejejanka s petjem Šilo za ognjilo ali Danes meni, jutri tebi, je hranil Tomšič sam. Po nemški predlogi so bili prirejeni Morilci v Kravjej dolini; ohranila se je »izvirna vesela igra v dveh činih« Lakoumna Emica ili Mladost - norost, vzeta iz tedanjega življenja slovenskih visokošolcev.
Tomšič je bil priznan vzgojitelj, bodisi kot učitelj, bodisi kot pisatelj ter sodi med pionirje hrvaške mladinske književnosti. Bil je v primeri z bratom Ivanom nekoliko konservativnejši, vendar je tudi skušal slediti sodobnejšim vzgojnim poizkusom. Leta 1907 in 1965 so mu vzidali spominsko ploščo na rojstni hiši v Vinici.